# Susan Corrock
Susan Ada »Susie« Corrock, ameriška alpska smučarka, * 30. november 1951, Seattle.
Svoj največji uspeh kariere je dosegla na Olimpijskih igrah 1972, ko je osvojila bronasto medaljo v smuku, tekma je štela tudi za svetovno prvenstvo, ob tem je dosegla še deveto mesto v slalomu. V svetovnem pokalu je tekmovala štiri sezone med letoma 1970 in 1973 in se šestnajstkrat uvrstila v deseterico, najvišje pa na peto mesto.